# Antonio García Sánchez-Blanco

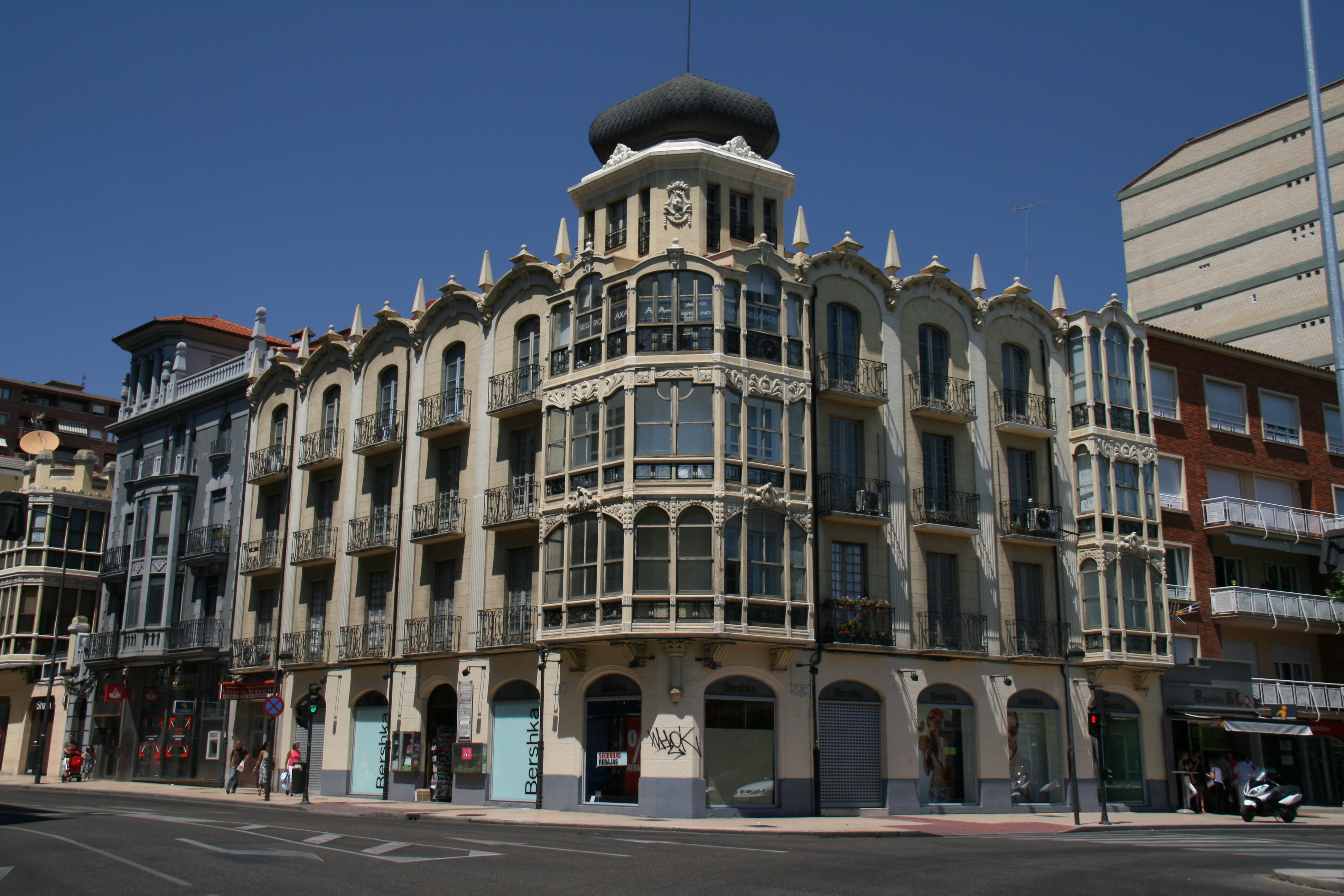
Edificio de viviendas B. Pinilla (1927) - Zamora - diseño modernista de Antonio García Sánchez-Blanco. Se encuentra al final de la calle de Santa Clara al comienzo del Parque de la Marina Española

Antonio García Sánchez-Blanco (1893-1963) fue un arquitecto español. Nacido en Madrid hizo parte de su obra como arquitecto municipal en la ciudad de Zamora donde dejó varias obras arquitectura modernista, gracias a las influencias del arquitecto catalán residente en Zamora Francesc Ferriol i Carreras. Entre sus obras más destacadas en la provincia se encuentra Teatro Reina Sofía (1928) en la ciudad de Benavente. En la ciudad de Zamora hizo varias obras como la Escuela de Arte y Superior de Diseño de Zamora (1945). Fue contemporáneo de otros arquitectos que construyeron en la ciudad zamorana edificios modernistas como fue Gregorio Pérez Arribas.